# Ли Цзыцзюнь
Ли Цзыцзю́нь (кит. упр. 李子君, пиньинь Lǐ Zǐjūn, род. 14 декабря 1996, Чанчунь, КНР) — китайская фигуристка, выступавшая в одиночном катании. Бронзовый призёр чемпионата четырёх континентов (2014), четырёхкратная чемпионка Китая (2011—2013, 2015) и участница Олимпийских игр в Сочи. Серебряный призёр Зимних Азиатских игр (2017).
По состоянию на январь 2014 года занимала 12-е место в рейтинге Международного союза конькобежцев (ИСУ).

## Карьера
Ли Цзыцзюнь родилась в Чанчуне в 1996 году. С юных лет начала заниматься фигурным катанием. В это время в стране фигурное катание было очень популярно и росло количество детских школ. С детских лет она была подающей надежды и пыталась оправдать доверие. В 2008 году по просьбе китайской федерации фигурного катания тренер Ли Минчжу взяла трёх воспитанниц из Китая, которых она стала готовить к Олимпийским играм в Сочи. Среди них была и одиннадцатилетняя Ли Цзыцзюнь.
В 2010 году Ли Цзыцзюнь дебютировала на чемпионате КНР и сразу выиграла серебряную медаль. На следующий год она уже стала первой. В том же сезоне она дебютировала и на международной арене среди юниоров. Выступала в юниорском финале Гран-при, где финишировала с бронзовой медалью. Участвовала в юниорском чемпионате мира, вошла там лишь в десятку лучших. На следующем юниорском чемпионате мира она была уже в числе пяти лучших. Однако на I зимних юношеских Олимпийских играх в Австрии она завоевала бронзовую медаль.
В предолимпийский сезон Ли Цзыцзюнь начала выступать в международных взрослых соревнованиях. На чемпионате мира в Лондоне (Канада) заняла 7-е место, что обеспечило Китаю две олимпийские лицензии в женском одиночном катании.
В олимпийский сезон старты не задались. К достижениям можно отнести только бронзовую медаль на чемпионате четырёх континентов в Тайбэе. В Сочи на олимпийском турнире финишировала во второй десятке. В послеолимпийский сезон она выступила на домашнем и японском этапах серии Гран-при, где заняла шестое и седьмое место соответственно и не смогла пробиться в финал серии. На континентальном чемпионате в Сеуле стала лишь пятой. На домашнем чемпионате после короткой программы Ли оказалась в главной разминке (6 фигуристок). К финишу она пришла девятой, что позволило КНР заявить на следующий чемпионат мира двух фигуристок. В середине апреля на заключительном старте сезоне на командном чемпионате мира в Японии китайская фигуристка выступила значительно лучше в обоих видах программ.
Новый сезон она начала на домашнем этапе Гран-при Ауди Кубок Китая. Фигуристка выступила не совсем уверенно и заняла место в конце десятки. Также в середине таблицы она оказалась и на заключительном этапе Гран-при в Нагано. В середине февраля на континентальном чемпионате на Тайване её выступление было значительно хуже чем два года назад здесь и на этом же турнире. В начале апреля в Бостоне на мировом чемпионате, китайская фигуристка сумела пробиться в дюжину лучших одиночниц мира. Улучшила при этом свои прежние спортивные достижения в сумме и короткой программе. В межсезонье китайская федерация добавила к тренерскому штабу ещё и Цин Пан.
Новый предолимпийский сезон китайская фигуристка начала в начале ноября на этапе Гран-при в Москве, где на Кубке Ростелекома заняла место рядом с пьедесталом. В середине ноября китаянка выступила на втором этапе Гран-при в Пекине, где она на Кубке Китая заняла место в середине турнирной таблицы. В феврале 2017 года фигуристка выступила в Канныне на континентальном чемпионате, где заняла седьмое место. Через неделю китайская спортсменка приняла участие в Саппоро в VIII зимних Азиатских играх, где в упорной борьбе заняла второе место. В конце марта на чемпионате мира в Хельсинки она прошла в финальную часть и заняла место в третьей десятке. Через три недели после этого фигуристка была отправлена на командный чемпионат мира, где также выступила не совсем удачно.
В начале 2018 года приняла решение завершить карьеру. После ухода из спорта окончила магистратуру Цзилиньского университета и вошла в организационный комитет Олимпийских игр в Пекине.

## Спортивные достижения
| Соревнования                       | 2009–2010 | 2010–2011 | 2011–2012 | 2012–2013 | 2013–2014 | 2014–2015 | 2015–2016 | 2016–2017 |
| ---------------------------------- | --------- | --------- | --------- | --------- | --------- | --------- | --------- | --------- |
| Зимние Олимпийские игры            |           |           |           |           | 14        |           |           |           |
| Чемпионаты мира                    |           |           |           | 7         | 17        | 9         | 11        | 21        |
| Командный чемпионат мира           |           |           |           | 6/5*      |           | 5         |           | 5         |
| Чемпионаты четырёх континентов     |           |           |           | 5         | 3         | 5         | 10        | 7         |
| Этапы Гран-при: Кубок Китая        |           |           |           | 5         | 10        | 6         | 9         |           |
| Этапы Гран-при: NHK Trophy         |           |           |           | 4         |           | 7         | 7         | 8         |
| Этапы Гран-при: кубок Ростелекома  |           |           |           |           |           |           |           | 4         |
| Зимние Азиатские игры              |           |           |           |           |           |           |           | 2         |
| Volvo Open Cup                     |           |           |           | 1         |           |           |           |           |
| Чемпионаты мира среди юниоров      |           | 9         | 5         |           |           |           |           |           |
| юношеские Олимпийские игры         |           |           | 3         |           |           |           |           |           |
| Финал Гран-при среди юниоров       |           | 3         | 4         |           |           |           |           |           |
| Этапы юниорского Гран-при: Австрия |           | 3         | 2         |           |           |           |           |           |
| Этапы юниорского Гран-при: Чехия   |           | 4         |           |           |           |           |           |           |
| Этапы юниорского Гран-при: Латвия  |           |           | 2         |           |           |           |           |           |
| Чемпионат Китая                    | 2         | 1         | 1         | 1         |           | 1         |           |           |
| Спартакиада народов КНР            |           |           | 1         |           |           |           |           |           |

- * — место в личном зачете/командное место (с 2015 года личный зачёт не проводится).